# Jinotega
För andra betydelser, se Jinotega (olika betydelser).
Jinotega är en kommun (municipio) i Nicaragua med 123 548 invånare (2012). Den ligger i den bergiga norra delen av landet i departementet Jinotega, 35 km nordväst om Matagalpa. Jinotega är ett centrum för kaffeodling.

## Geografi
Kommunens centralort Jinotega, med 38 591 invånare (2005), ligger i en dalgång på strax över 1000 meters höjd, med höga berg runt omkring. Det finns inga andra större orter i kommunen. I mitten av kommunen ligger sjön Lago de Apanás, som skapats genom en uppdämning av floden Río Tuma. Kommunens högsta berg är Chimorazo (1688 meter) och El Diablo (1640 meter).
Jinotega gränsar till kommunerna Santa María de Pantasma och El Cuá i norr, La Dalia i öster, Matagalpa och Sébaco i söder, samt till La Trinidad och San Rafael del Norte i väster.

## Historia
Jinotega är ett gammalt indiansamhälle som spanjorerna 1568 inkorporerade i Corrigimiento de Sébaco y Chontales. År 1685 hade Camoapa 154 invånare, alla indianer.
Jinotega blev 1851 upphöjd från pueblo till rangen av villa och 1883 vidare till ciudad (stad).

## Kända personer
- Rafael Antonio Obregón Alfaro (1912-2002), präst, grundade Marialegionen i Nicaragua[10][11]
- Erick Rodríguez (1990-), löpare